# Xã Wacousta, Quận Humboldt, Iowa
Xã Wacousta (tiếng Anh: Wacousta Township) là một xã thuộc quận Humboldt, tiểu bang Iowa, Hoa Kỳ. Năm 2010, dân số của xã này là 191 người.